# Йоахім Борн
Йоахім Борн (нім. Joachim Born; 5 лютого 1886 — ?) — німецький офіцер-підводник, капітан-лейтенант кайзерліхмаріне.

## Біографія
6 квітня 1904 року вступив на флот. Учасник Першої світової війни. З 16 вересня по 11 листопада 1918 року — командир підводного човна SM U-70. 24 листопада 1919 року звільнений у відставку.

## Звання
- Морський кадет (6 квітня 1904)
- Фенріх-цур-зее (11 квітня 1905)
- Лейтенант-цур-зее (28 вересня 1907)
- Оберлейтенант-цур-зее (22 березня 1910)
- Капітан-лейтенант (17 жовтня 1915)

## Нагороди
- Залізний хрест 2-го і 1-го класу
- Військовий хрест Фрідріха-Августа (Ольденбург)